# Schiller-Theater (Hannover)
Das Schiller-Theater in Hannover war ein 1912 gegründetes Lichtspiel-Theater.

## Geschichte und Beschreibung
Als eines der frühesten Kinos der Stadt wurde die täglich bespielte Einrichtung ebenso wie das hannoversche Viktoria-Theater von dem Direktor C. Mest geleitet.
Standort der Einrichtung war das Haus Schillerstraße 24.
Nachdem bereits zu Beginn des Ersten Weltkrieges das kaiserliche Heer erste Kriegsgefangene in Belgien und Frankreich im niedersächsischen Munsterlager interniert hatte, warb der Kino-Direktor Mest am 6. September 1914 mit einer großen Annonce im Hannoverschen Anzeiger:
„Wer will die Gefangenen sehen!
Belgier u. Franzosen

im Munsterlager!

Nur noch Sonnabend,

Sonntag und Montag!

Diese Aufnahmen wurden von mir

persönlich arrangiert, daher kann

sich jeder denken, dass wirklich

gute Momente in dem Film sind.

Ausserdem das grossse Weltstadt-Programm.“